# Liste des lieux patrimoniaux du comté de Pictou
Cet article recense les lieux patrimoniaux du comté de Pictou en Nouvelle-Écosse inscrit au répertoire des lieux patrimoniaux du Canada, qu'ils soient de niveau provincial, fédéral ou municipal.

## Liste
| [ 1 ] | Lieu patrimonial                                                          | Illustration                      | Municipalité           | Adresse                                       | Coordonnées      | No    | Constr. | Prot.                                | Rec. | Notes |
| ----- | ------------------------------------------------------------------------- | --------------------------------- | ---------------------- | --------------------------------------------- | ---------------- | ----- | ------- | ------------------------------------ | ---- | ----- |
| P     | Saint Anne's Mission Church                                               | Téléverser                        | Indian Island          |                                               | 45.6272 -62.4809 | 8320  | 1897    | Provincially Registered Property     | 1993 |       |
| F     | Édifice du Gouvernement du Canada                                         | Édifice du Gouvernement du Canada | New Glasgow            | 340 East River Road                           | 45.5833 -62.65   | 7525  | 1961    | Recognized Federal Heritage Building | 1999 |       |
| M     | 98 Water Street                                                           | Téléverser                        | Pictou                 | 98 Water Street                               | 45.6765 -62.7127 | 7126  |         | Municipally Registered Property      | 1999 |       |
| M     | Consulate Inn                                                             | Téléverser                        | Pictou                 | 157 Water Street; Pictou                      | 45.6762 -62.715  | 6961  |         | Municipally Registered Property      | 1987 |       |
| F     | Édifice du gouvernement du Canada                                         | Téléverser                        | Pictou                 | 340 Front Street                              | 45.4037 -62.4217 | 9509  | 1956    | Recognized Federal Heritage Building | 1999 |       |
| F     | Lieu historique national du Canada de l'Académie-de-Pictou                | Téléverser                        | Pictou                 |                                               | 45.677 -62.7155  | 14445 | 1818    | National Historic Site of Canada     | 1937 |       |
| F     | Lieu historique national du Canada de la Gare de l'Intercolonial à Pictou | Téléverser                        | Pictou                 | Front Street                                  | 45.6833 -62.7167 | 7470  | 1904    | National Historic Site of Canada     | 1976 |       |
| P     | McCulloch House                                                           | Téléverser                        | Pictou                 | 86 Haliburton Road                            | 45.677 -62.7221  | 1273  | 1806    | Provincially Registered Property     | 1983 |       |
| M     | New Caledonian Curling Club                                               | Téléverser                        | Pictou                 | 66 Water Street (Old); 66 Caladh Street (New) | 45.6756 -62.7109 | 7127  | 1910    | Municipally Registered Property      | 1999 |       |
| P     | Pictou Iron Foundry                                                       | Téléverser                        | Pictou                 | 100, 102 & 106 Front Street                   | 45.6769 -62.7049 | 14796 | 1855    | Provincially Registered Property     | 1992 |       |
| P     | Stella Maris Church                                                       | Téléverser                        | Pictou                 | 40 St. Stephen Street                         | 45.679 -62.7047  | 13459 | 1865    | Provincially Registered Property     | 1991 |       |
| P     | Stella Maris Convent                                                      | Téléverser                        | Pictou                 | 159 Denoon Street                             | 45.6796 -62.7043 | 13461 | 1880    | Provincially Registered Property     | 1991 |       |
| P     | The Consulate                                                             | Téléverser                        | Pictou                 | 157 Water Street                              | 45.6762 -62.715  | 4945  | 1811    | Provincially Registered Property     | 1994 |       |
| M     | The Willow House                                                          | Téléverser                        | Pictou                 | 11 Willow Street                              | 45.6768 -63.7154 | 6960  |         | Municipally Registered Property      | 1987 |       |
| M     | Murray House                                                              | Téléverser                        | River John             | 2649 Station Road; River John                 | 45.7477 -63.0583 | 6591  |         | Municipally Registered Property      | 2000 |       |
| M     | West Branch United Church                                                 | Téléverser                        | West Branch River John | 19 West Branch Road; West Branch              | 45.6412 -63.0394 | 7128  | 1888    | Municipally Registered Property      | 2005 |       |
| F     | Édifice fédéral                                                           | Téléverser                        | Westville              | 1870 South Main Street                        | 45.5594 -62.7132 | 4663  | 1908    | Recognized Federal Heritage Building | 1986 |       |
| P     | General Manager's House                                                   | Téléverser                        | Westville              | 2362 Cowan Street                             | 45.5666 -62.7222 | 14382 | 1868    | Provincially Registered Property     | 1996 |       |